# Frederick Stanley Maude
Sir Frederick Stanley Maude (Gibraltár, 1864. június 24. – Bagdad, 1917. november 18.) brit katonatiszt, altábornagy, hírnevét elsősorban az első világháború mezopotámiai hadjáratában elért hadi sikereinek köszönheti.
Jelentős katonai múlttal rendelkező családból származott, tanulmányait az Eton College-ban és a Sandhursti Királyi Katonai Akadémián szerezte. 1884 februárjában a Királyi Testőrség Coldstream  dandár kötelékébe került és 1885 márciusától Szudánban teljesített szolgálatot.
1893 nyarán jelentkezett a tiszti akadémiára, de kérelmét első körben elutasították. Cambridge hercegének külön, segédtiszti rangjára tekintettel hozott rendelkezése alapján 1895 elején végül mégis megkezdhette tanulmányait. Részt vett a második búr háborúban, majd 1901-04 között Kanadában szolgált. 1909-12 között a Hadügyi Hivatalban (War Office) a „territoriális erők” (Territorial Force, népfelkelők) szervezésénél, mint igazgatóhelyettes dolgozott.
Az első világháború kitörése után először a franciaországi Brit Expedíciós Haderő 3. hadtestének vezérkari tisztje volt, majd október végén dandártábornokként a 14. gyalogos dandár parancsnoka lett. 1915 júniusában vezérőrnaggyá léptették elő. Ezután a 13. hadosztály parancsnoka volt előbb a Dardanelláknál, majd Mezopotámiában. 1916. augusztus 21-én kinevezték a mezopotámiai brit erők parancsnokává. Az 1916-ban Kútnál vereséget szenvedett brit indiai sereg újjászervezésével sikerült a háború kimenetelét megfordítania, és 1917-ben bevette Bagdadot. Kolerafertőzés miatt a háború végét már nem élhette meg, de a mezopotámiai hadszíntér egyik legeredményesebb parancsnokaként maradt fent neve.

## Fiatalkora
Gibraltáron született 1864. június 24-én, katonacsaládba. Apja Sir Frederick Francis Maude tábornok, aki a krími háborúban teljesített szolgálatainak elismeréseként 1855-ben – az elsők között – megkapta a Viktória-keresztet. Anyja Catherine Mary Bisshopp, Sir George Bisshopp parhami baronet lánya. A család 1866-ban hagyta el Gibraltárt; pár hónapig Londonban, majd hosszabb időn keresztül, 1873-ig Írországban éltek.
Már kiskorában érdekelődést mutatott a katonai hivatás iránt és apja mindenben támogatta, hogy ő is szolgálhassa a hazáját. Amikor egy küldetés okán a családnak Indiába kellett költöznie, a fiút nem vitték magukkal, helyette beíratták a slough-i St. Michael School (későbbi nevén: Hawtreys) előkészítő iskolába, hogy később a hírneves Eton College-ba küldhessék. A szülők a két idősebb lányukat magukkal vitték; közülük a fiatalabb pár hónap múlva hazatért és a továbbiakban ő gondoskodott öccséről. Iskolai évei alatt Maude nagy népszerűségnek örvendett és remek sportoló hírében állott (atlétika, lovaglás, evezés). Ekkor akasztották rá a "Joe" becenevet, ami élete végéig elkísérte.

## Katonai karrier az első világháborúig

### A katonai akadémiától a második búr háborúig
1883 elején kezdte meg tanulmányait a sandhursti Royal Military College katonai akadémián. 1884 februárjában három társával egyetemben bekerült a Királyi Testőrség Coldstream Dandárjába. Az 1. zászlóaljhoz osztották be, aminek élete első nagyobb katonai vállalkozását köszönheti: 1885 márciusától a második sawakini expedíció keretén belül Szudánban teljesített szolgálatot. A dandárba való belépése után négy évvel, 1888-ban segédtisztté léptették elő.
1893. november 1-jén feleségül vette Cecil Taylort, akitől két lánya és egy fia született.
1893 nyarán jelentkezett a tiszti akadémiára, de felvételi kérelmét első körben elutasították. Cambridge hercegének külön rendelkezése alapján, a segédtiszti rangjára való tekintettel 1895 elején végül mégiscsak megkezdhette tanulmányait. 1896 végén, tanulmányai befejeztét követően a gárda-dandárnál tiszti rangot kapott. Részt vett a Viktória brit királynő tiszteletére rendezett 1897. június 22-i gyémántjubileumi ünnepségsorozat szervezésében. A munkával és felelősséggel járó feszültségét csak tetézte, hogy két nappal a ceremónia előtt elhunyt édesapja.
1899 elején, a második búr háború kitörésének évében megszerezte az őrnagyi rangot. Dél-Afrikában a háborúban 1900 januárjától 1901 márciusáig harcolt. Itt – Driefontein közelében – érte az a súlyos lovas baleset, amelynek nyomát élete végéig viselte; bár csontja nem törött, jobb válla és karja soha nem jött teljesen rendbe. Bár a háború 1902 márciusáig elhúzódott, az angolok 1900-ban – tévesen – úgy élték meg, hogy hamarosan befejeződik. Ez is közrejátszott abban, hogy rövid mérlegelés után Maude elfogadta a számára felajánlott hadügyi titkári kinevezést Kanada főkormányzója, a Lord Minto mellé. A búr háborúban tett szolgálatai elismeréseképpen megkapta a Kiváló Szolgálatért Érdemrendet (Distinguished Service Order).

### Kanadai küldetés
Londonba való visszatérését követően rövid ideig kórházban tartózkodott, ahol újabb kezelést kapott a karja miatt. 1901 májusában feleségével és három gyermekével együtt új kinevezése eredményeként Kanadába utazott. Munkája csak névleg volt katonai, a gyakorlatban sokkal inkább szervezési képességeit kellett kamatoztatnia. Első komolyabb feladata a yorki hercegi pár (a későbbi V. Györgyöt és Mária királyné) érkezésének előkészítése volt. A pár szeptemberben érkezett meg Kanadába, közvetlenül azután, hogy William McKinley amerikai elnököt meggyilkolták. A merénylet miatt a szervezés során külön óvatossággal kellett eljárni. A királyi látogatás jól sikerült és Maude-ot szolgálataiért 1901 októberében a Szent Mihály és Szent György Érdemrenddel (Order of St Michael and St George) tüntették ki.
Családjával 1904-ig, a főkormányzó leköszönéséig Kanadában maradt. Ez egy nyugalmasabb időszak volt az életében, habár a szervezés terén szerzett tapasztalatai később még a fronton is nagy szolgálatot tettek neki. Egyúttal lehetősége adódott arra is, hogy felmérje egy idegen ország hadügyi helyzetét, hiányosságait és lehetőségeit. Tapasztalatairól az anyaországba küldött jelentéseiben számolt be. Különösképpen élénk érdeklőst tanúsított az új milícia törvény iránt, amelynek tervezetét 1903-ban juttatták el Angliába.

### Feljebbjutás a ranglétrán
Angliába való visszatérését követően megkapta zászlóalja parancsnok-helyettesi beosztását. Amikor híre jött, hogy Lord Minto Brit Indiába készül, jelentkezett korábbi posztjára. Az elutasítás híre csalódással töltötte el. 1905-ben rövid ideig Arnold-Forster hadügyi államtitkár mellett volt személyi titkár. Valamelyest hosszabb ideig (1906 és 1908 között) helyettes segédtiszt és ellátó főnök volt a partvédelemnél Plymouthban. A munkát kényszerből (anyagi problémái miatt) vállalta el; a valóságban nagyon vágyott arra, hogy a képesítésének és tapasztalatának megfelelő beosztásba kerülhessen.
1907-ben értesítették alezredesi kinevezéséről, amit vegyes érzésekkel fogadott. Ahogy naplóbejegyzésében kifejtette: "Egyszerre tölt el örömmel, hogy bár csak négy betöltetlen poszt van a seregben, lehetőséget kaptam, hogy a ranglétra következő lépcsőfokára léphessek; ugyanakkor kimondhatatlan szomorúságot érzek amiatt, hogy az ezredemet otthagyjam. Mióta csak elvégeztem az akadémiát, jóban és rosszban mindvégig az ezred volt az otthonom. Nem tehetek ellene, de mély szomorúsággal tölt el az elválás gondolata."
1908 áprilisában otthagyta Plymouthot és csatlakozott a 2. londoni hadosztályhoz, majd egy évre rá örömmel elfogadott egy új kinevezést, ami az ezredesi rangot és e mellé komolyabb fizetésemelést is vont maga után; 1909. április 1-től a Hadügyi Hivatal (War Office) – Territoriális Erők (Territorial Force) területvédelmi félreguláris egységek szervezésével foglalkozó törzs igazgató-helyettesi posztjára került. A hivatali munka mellett nyaranta látogatást tett a kiképző táborokban; tapasztalatairól jelentésben számolt be. 1909 májusában elhunyt Eduárd király; a temetési szertartáson, majd egy év múlva utódja, György király koronázási ceremóniáján Maude is részt vett. 1911-től ezredes.
1912-ben otthagyta a Hadügyi Hivatalt és csatlakozott az írországi Curraghnál állomásozó 5. hadosztályhoz. Ez a munka sokkal több szabadban töltött időt ígért, ami a sok hivatali munka után felüdülés volt a számára. 1914 januárjában visszatért a Hivatalhoz, GSO1 kinevezésben, sokkal inkább kényszerből, mint örömből; úgy érezte, hogy jövője szempontjából nem volna ildomos a visszautasítania a felajánlott helyet. Itt érte áprilisban a háború kirobbanásának híre.

## Szolgálat az első világháborúban
| „                        | Mert bármikor eljöhet az a nap, amikor ránk, katonákra nagy szükség lesz; bármikor eljöhet az a nap, amikor egy olyan óriási háborúba sodródunk, amelynek nagyságát képtelenek leszünk majd felfogni. | ” |
| – Maude, 1910–1911 telén | |   |

1914. június 28-án Ferenc Ferdinánd főherceg halálával kirobbant az első világháború. Maude a kezdetektől részt vett a háborúban; útja a nyugati fronttól (1914 nyara – 1915 nyara) egy hosszabb utat bejárva a Dardanellákon át (1915 nyara – 1916 tavasza) a mezopotámiai hadjáratba (1916 tavasza – 1917 ősze) vezetett.

### Nyugati front

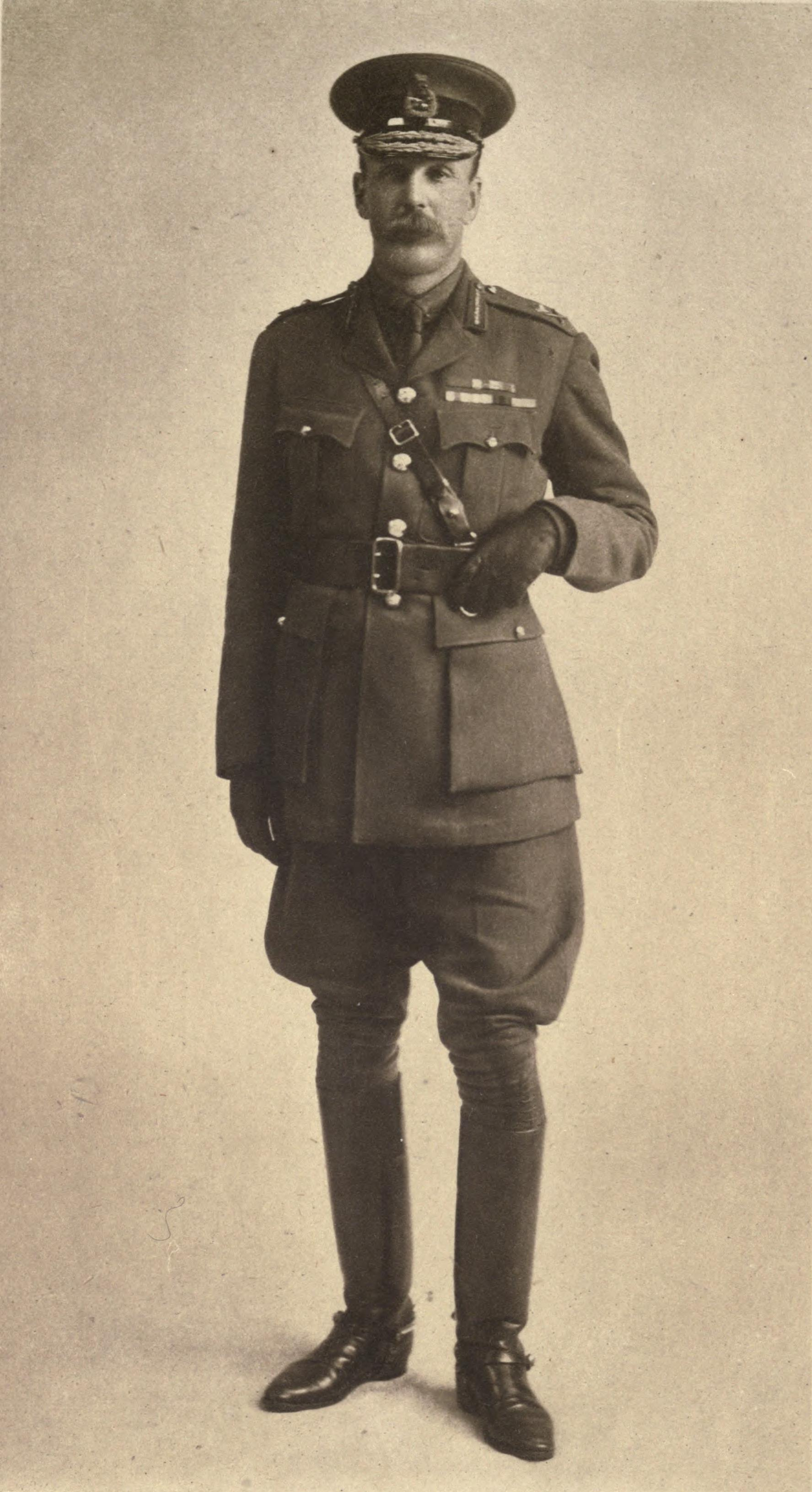
Maude tábornok az első világháború idején (1917).

Kezdetben az Expedíciós Haderő 3. hadtest törzskarában szolgált vezérkari tiszti beosztásban William Pulteney tábornok és John Philip Du Cane dandártábornok alatt. A brit erők mozgósítása augusztus 5-én kezdődött. Maude Augusztus 26-án, a Braemar Castle nevű gőzös fedélzetén érkezett meg Le Havre-ba. A Compiègne-ben állomásozó főhadiszálláson Pulteney tábornok átvette a hadtest parancsnoki teendőit. A brit haderő tényleges – ámbár lassú – előrenyomulása 5-én kezdődhetett meg. A németek október elején elfoglalták Antwerpent. Félve attól, hogy a német csapatokat átcsoportosítják, október 11-én a 3. hadtest gyalogságát vonaton elkezdték átszállítani Saint-Omerbe, majd onnan buszokkal keleti irányba, a 2. hadtest nyomában. 14-én elfoglalták Bailleult, majd Armentières-ig nyomultak előre. A németek folyamatos tűz alatt tartották őket, így – némiképp Maude csalódottságára – Pulteney úgy döntött, főhadiszállását visszahelyezi Bailleulbe. Ekkor, október végén Maude-ot dandártábornokká léptették elő és kinevezték a 14. (gyalogos) dandár parancsnokának.
A 14. dandár a Thomas Morland által irányított 5. hadosztály és a Horace Smith-Dorrien által irányított 2. hadtest kötelékébe tartozott és a brit vonal jobb oldalán foglalt állást, a La Bassée-től északnyugatra lévő Richebourg közelében. A tényleges parancsnokságot Maude október 23-án vehette át. 27-én a németek elfoglalták Neuve-Chapelle-t és reá hárult a feladat, hogy azt egy éjszakai ellentámadás során visszaszerezze. Érvelései meggyőzték feletteseit, hogy a támadást célszerű lenne nappalra időzíteni. A támadás így is kudarcba fulladt és a falut csak tavasszal tudták a szövetségesek elfoglalni. November első felében a 14. dandár névlegesen az Indiai hadtest tartalékaként szolgált és csak 15-én helyezték vissza az 5. hadosztályhoz. November második felében a dandárt Wulverghemhez, Bailleul és Messines közé irányították, ahonnan csak majd a hó végén vonult vissza rövid időre Bailleul közelébe. Az időzítés remek volt, mert V. György király – aki egyébként a nyugati frontot több ízben meglátogatta – ekkor érkezett meg Bailleulbe. A szemle során lehetőség nyílt arra, hogy a király Maude-dal is elbeszélgetett.
December 5-én Maude és egysége visszakerült a frontra ahol a németek folyamatos tűz alatt tartották őket. A rossz idő miatt a lövészárkok állapota szörnyű volt, így a parancsnok elrendelte rendbehozatalukat; többek között – a sár és latyak ellen – "padlót" rakatott le katonáival. Az új év elején Bailleulnél pihenőt kaptak és január első felében kerültek vissza a frontra, majd március végén átvezényeltek őket Kemmelbe, Ypres közelébe.
Áprilisban Maude-ot a jobb vállán eltalálta egy kósza lővés, ami majdnem a gerincéig hatolt a testébe. Sebesülése miatt három hétre visszatért Angliába. Május 1-jén a Buckingham-palotában a királytól átvehette a Bath Érdemrendet, majd két nappal később visszatért a frontra. Május végén a 28. hadosztályt ért gáztámadás során – a szerencsétlen széljárás miatt – a 14. dandár is komoly veszteségeket szenvedett.
Az utolsó, nyugati fronton töltött hónapja során Maude-t egy rövid időre megbízták az 5. hadosztály parancsnoki teendőivel (Morland egy hetes hazautazása idejére), majd június végén értesítették, hogy vezérőrnaggyá léptették elő. Ezután hazarendelték, hogy részt vehessen az új hadsereg felállításában.

### Dardanellák
Június 29-én jelentkezett a Hadügyi Hivatalnál, ahol megbízták az akkor még kiképzés alatt levő – nyugati frontra szánt – 33. hadosztály vezetésével. A döntést azonban hirtelen megváltoztatták és augusztus 15-én táviratban értesítették, hogy két nap múlva hajóra kell szállnia, hogy átvegye a 13. hadosztály parancsnokságát a Dardanelláknál. 17-e reggelén – életében utoljára – búcsút vett családjától.
A 13. hadosztály július közepén érkezett meg a gallipoli ANZAC-öbölbe. Az antant által szervezett és előkészített augusztusi offenzíva a heves török ellentámadás miatt átütő sikert nem hozott és mikor Maude szeptemberben megérkezett, már csak egy erősen harcértékét vesztett hadosztályt vehetett át és a gondokat tetézte, hogy hiányt szenvedtek szinte minden ellátmányban és lőszerkészletük is fogyóban volt.
Október elején a hadosztályt áthelyezték az ANZAC-öbölből a Suvla-öbölbe, ahol továbbra is napi szinten tűz alatt tartotta őket az ellenség. A felsőbb vezetőség az evakuáció mellett döntött. A mentés és visszavonulás fokozatos volt; előbb a sebesülteket, a lőszer nagy részét és az állatokat mentették ki, majd ezt követően, december 18–19-e ill. 19–20-a éjjelén a maradék egységeket. Az evakuáció kockázatos volt, de sikerrel zárult. Ahogy Maude megjegyezte: „Úgy hiszem, amit hátra hagytunk, még 200 fontot sem ér.”
A visszavonulást követően a hadosztályt a Helles-fokra vezényelték. Alig tették lábukat partra, megérkezett a parancs a teljes kivonásra. 1916. január 7-én a hadosztályt támadás érte, amelyet azonban sikerült visszaverniük és 8–9-e éjjelén sor kerülhetett a Helles-fok végső evakuációjára. Ezúttal sokkal több probléma merült fel, mint a korábbi, Suvla-öbölbeli evakuáció során. Bár a hadosztály nagy része sikeresen hajóra szállt a Gullay Beach partszakaszon, kora hajnalban érkezett a hír, hogy a hadsereg maradéka (köztük Maude és a tisztek) csak a három kilométerre arrébb lévő W Beachnél szállhat hajóra; így ezt a szakaszt a sötétben, ellenségtől körülvéve kellett megtenniük a szárazföldön. Az evakuáció végül sikerrel zárult, bár ezúttal nem volt lehetőség a „tiszta” menekülésre, nagyon sok állatot, felszerelést hátra kellett hagyniuk. A többségüket – hogy az ellenség ne húzzon belőlük hasznot – elpusztították. Maude az akciót pazarlásnak vélte. Az evakuációt követően a hadosztályt Egyiptomba szállították át, ahol kiegészítették őket az ott állomásozó tüzérségi egységekkel.

### A mezopotámiai hadszíntér

#### A mezopotámiai sereg újjászervezése
Egy rövid egyiptomi tartózkodást követően 1916 márciusában a 13. hadosztályt a mezopotámiai hadszíntérre szállították át, hogy segítségükre legyen a Kút felmentésére küldött brit indiai csapatoknak.
Kútba még 1915 decemberének elején vonult be az brit indiai hadsereg Charles Vere Ferrers Townshend tábornok vezette 6. hadosztálya a ktésziphóni csatát követően. Kút jól védhető erődítménynek bizonyult, amit 1915 december 7-étől az oszmán sereg ostrom alá vett. Townshend félrevezető jelentést küldött, amiben arról számolt be, hogy az ostromlottaknak már csak egy havi ellátmányuk maradt. A jelentés következményeként több felmentő egység érkezett a térségbe, köztük a Maude vezette 13. hadosztály, amely március folyamán jutott el Egyiptomból Baszrába, majd onnan a Tigris folyón az indiai hadsereg 3. (Tigris) hadtestének állomáshelyére, Kút közelébe. Április elején a hadosztály részt vett a hannai, fallahiyai és sanniyati ütközetekben, majd a hónap fennmaradó részében elsősorban a 7. és 3. hadosztályt támogatták (utóbbit gépfegyveres és tüzérségi támadással). Április 29-én, a sikertelen ellentámadás következményeként Kút végül megadta magát. A 13. hadosztály Kútnál elszenvedett veszteségeit csak tetőzte a kolera, ami áprilisban napi szinten szedte áldozatait. A Kútnál elszenvedett brit vereség Maude számára döntő jelentőségűnek bizonyult: a mezopotámiai brit indiai hadsereg átszervezése katonai karrierjének csúcsát jelentette.
Az ütközeteket követően elsősorban hadosztálya újraszervezése kötötte le idejét. E mellett az ellenség által elhagyott lövészárkokat is előszeretettel látogatta és tapasztalatairól jegyzeteket készített. Július elején a hadsereg újraszervezése keretén belül Maude megkapta a Tigris hadtest parancsnokságát, amit hivatalosan július 11-én vett át. Ez automatikusan az altábornagyi rangot vonta maga után.
A hadtest élén nem sok időt töltött, augusztus 21-én ugyanis utasították, hogy a parancsnokságot adja át Alexander Cobbe tábornoknak, ő maga pedig Baszrában vegye át a teljes hadsereg vezetését Percival Lake tábornoktól. Maude kinevezését – ámbár nem ő volt a rangidős a hadszíntéren – elősegítette korábbi, a Hivatalnál eltöltött időszaka, ahol a vereséget követően úgy határoztak (részben az indiai hadsereggel szembeni növekvő bizalmatlanság miatt) hogy egy fiatalabb tisztnek adják át a parancsnokságot. William Robertson birodalmi vezérkari tiszt – aki ismerte Maude magas szintű felelősségtudatát és szervezőképességét – bátran ajánlotta a mezopotámiai hadsereg élére. Maude augusztus 24-én érkezett Baszrába, ahol pár napot a leköszönő Lake társaságában töltött. Új főhadiszállását is itt rendezte be.
Az új parancsnok hamar felismerte a hadsereg hiányosságait és azokat a problémákat, amelyek a mezopotámiai hadszíntéren állomásozó egységek mindennapjait érintették. Így hangsúlyt fektetett az ellátás és utánpótlás biztosításának megteremtésére, a kommunikációs vonalak és az infrastruktúra kiépítésére (szárazföld–vasút, folyó), az egészségügyi ellátás fejlesztésére (a sérült és a járványoknak áldozatul esett betegek ellátása érdekében) és a hadsereg újjászervezésére. Még a tavasz folyamán egy vasútvonal építése kezdődött meg a Tigris folyó bal partján. Maude a technikai fejlesztések érdekében (vasútvonalak, kórházak fejlesztése) mérnököket hívatott Európából. Szerencséjére Robertson mindenben támogatta, így az ellátmányt és hadi eszközöket igénylő táviratai mindig kedvező elbírálásban részesültek.
Október közepén Maude megbetegedett, de pár nap múlva folytatni tudta munkáját. Ősszel elsősorban az alárendelt egységek helyzetét mérte fel és a tervezett offenzívára történő tényleges előkészületeket irányította. Nagy örömmel töltötte el, hogy volt hadosztályából négyen is kiérdemelték a Viktória-keresztet az áprilisi harcokban nyújtott teljesítményükért.
November közepén átalakította a hadsereg belső szerkezetét: az önálló lovas dandárból külön hadosztályt hozott létre, míg a Tigris hadtestet két hadtestre szedte szét: az 1. indiai hadtest többek közt a 3. és 7. hadosztályt foglalta magában Cobbe irányítása alatt, míg a 3. indiai hadtest a 13. és 14. hadosztályt William Marshall tábornok irányítása alatt. Hozzávetőlegesen 150 000 ember tartozott Maude alá (kétharmaduk indiai), ebből mintegy 50 000 fő vett részt a téli offenzívában.

#### A téli offenzíva és Bagdad bevétele

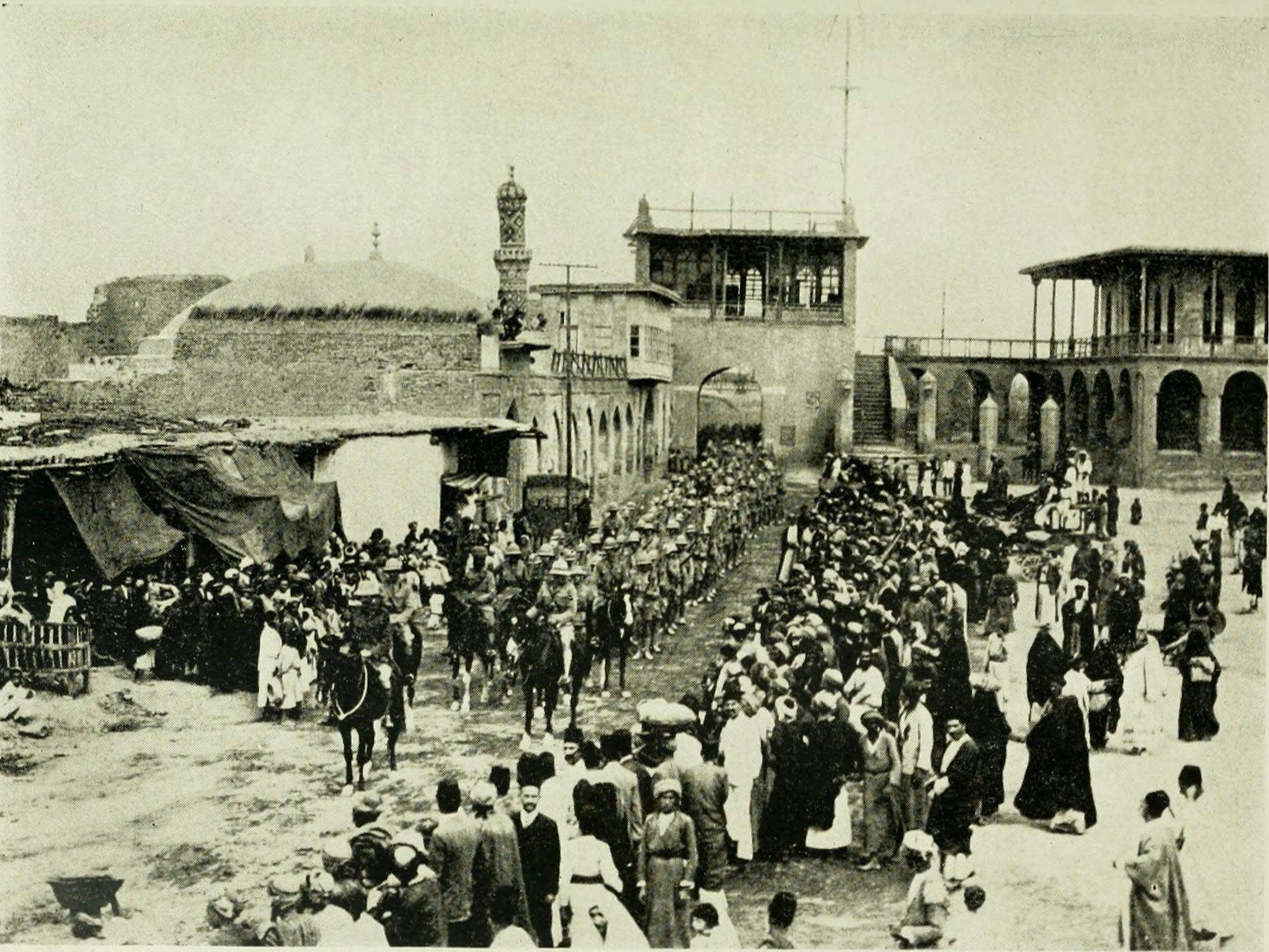
Maude serege élén bevonul Bagdadba (1917. március 11.).

Az újjászervezett és megerősített brit indiai hadsereg 1916. december 13-án indította meg előrenyomulását, amelynek távlati célja a kulcsfontosságú Bagdad bevétele volt. A megelőző hónapok mindenre kiterjedő alapos szervezése a hadsereg eredményein végig tükröződött.
A tényleges támadás december 13–14-e éjjelén kezdődött meg. A két hadtest mintegy 50 000 katonával a Tigris két partján haladt előre. A heves esőzések miatt és a minél kisebb veszteség érdekében az előrehaladás lassú volt. A kisebb török állásokat felszámolva a sereg január 7-ére megközelítette a Khadairi kanyarulatot, amelyet két hét után, január 18–19-e éjjelén vett be. A csapatok további előrenyomulását heves török ellentámadás akadályozta. Maude február 17-én elrendelte mindkét szárny megtámadását és 23-án Kút megadta magát.
Habár előrelátó módon Kâzım Karabekir tábornok időben elrendelte Kút elhagyását – ahol 2500 embere állomásozott –, de menekülés közben a brit flottilla támadásai során a Tigris folyón nagy veszteségeket szenvedett; a folyóvízi ütközet során négy nagyobb és számtalan kisebb hajót és uszályt vesztett.
Február 25. reggelén, a visszavonuló ellenség nyomában a brit indiai hadsereg megindult Bagdad irányába. Két nappal később Marshall gyalogsága, a lovasság és a flottilla eljutott Aziziyehig (hozzávetőlegesen félúton Kút és Bagdad között). Eközben Cobbe gyalogsága „utótisztogató” munkát végzett és a menet védelmét látta el. Marshallék Azaziyehet csak március 5-én – miután az utánpótlás körüli szervezési munkák befejeződtek és Maude átgondolta stratégiai lépéseit – hagyták el. Ez az idő lehetőséget biztosított Halil Kut pasa számára, hogy új stratégiát dolgozzon ki; mintegy 12 500 emberrel maga mögött úgy döntött, hogy Bagdad védelmére rendezkedik be és a várostól délre a Tigris mindkét oldalán védelmi állást alakított ki.
Március 7-én a brit haderő elérte a Dijálával (a Tigris egyik bal oldali mellékfolyójával) párhuzamosan – Bagdadtól mintegy 10 kilométerre – húzódó török védelmi vonalat, ahol heves tüzérségi tűz nehezítette a dolgukat. A tábornok erői egy részét (Cobbe gyalogságát és a lovasságot) áthelyeztette a jobb partra, ahol kisebb török állásokat felszámolva haladtak előre. 10-én Marshall sikeresen átjutott a Dijála folyón, miközben a lovasság elérte a bagdadi vasútállomást. Halil a vasútvonal védelme érdekében visszarendelte erőit, majd estére elrendelte a város elhagyását. Maude hadserege élén, március 11-én bevonult a városba. Bagdad 140 000 lakosa hangos éljenzéssel fogadta az érkezőeket.

„A király és alattvaló nevében, ekként szólok hozzátok:
Katonai akciónk célja az ellenség legyőzése és kiűzése erről a vidékről. E célból a csapataink által megszállt területek fölötti ellenőrzést teljes mértékben én gyakorlom. Seregeink ugyanakkor városaitokba és földjeitekre nem mint hódítók vagy ellenségek érkeznek, hanem mint felszabadítók. A Halaka idejétől városotokat és országotokat idegen zsarnokok uralták; palotáitokat romba döntötték, kertjeitek elpusztították, atyáitokat veletek együtt pedig rabláncba verték. Fiaitokat általatok nem kívánt háborúkba hurcolták. Vagyonotokat igazságtalanul elkobozták és távoli földeken eltékozolták.
Midhat [pasa] óta a törökök reformokat emlegetnek. Mondjátok, a jelenlegi állapotok; a rombolás és tékozlás, nem az ígéretek megszegéséről tanúskodnak?
[...]
Bagdad népe! Emlékezz! 26 generáción keresztül idegen zsarnokok uralma alatt sínylődtetek, akik minden igyekezetükben azon voltak, hogy arabot arab ellen fordítsanak és széthúzást idézzenek elő népeitek között. Nagy-Britannia és szövetségesei számára ez a politika elfogadhatatlan; ugyanis ahol ellenségeskedés és rossz kormányzás kéz a kézben jár, ott nem adottak a feltételek a békéhez és jóléthez. Eképpen utasításba kaptam, hogy meghívjalak titeket, hogy nemeseiteken, elöljáróitokon és képviselőiteken keresztül részt vegyetek a polgári ügyeket érintő döntéshozatalban a hadsereggel tartó brit politikai képviselőkkel, hogy népeitek törekvései északi, keleti, déli és nyugati rokonaitokkal közös erővel valósulhassanak meg.”

– Maude, 1917. március 19.: Bagdadi Kiáltvány

A város bevételét követően a király és sokan mások táviratban gratuláltak a tábornoknak, aki eközben sem tétlenkedett, hanem a helyzet megszilárdítására összpontosított. Seregeivel sikerült a törököket északkeleti, északi és nyugati irányba visszaszorítania a Dijála, a Tigris és az Eufrátesz mentén. A tavaszi, ún. szamarrai offenzíva végén, április 23-án, a szamarrai vasútállomás is brit kézre került. Nagyobb szabású, őszre tervezett tervei (Alsó-Mezopotámia teljes elfoglalása) előkészítéséhez orosz segítséget szeretett volna kapni, de csalódottságára nem érkezett.
A Bagdad körüli szervezési munkákban segítségére volt, hogy a lakosság nagy része támogatta. A biztonság biztosítása érdekében felállíttatott egy katonai és egy civil rendőrséget és éjszakai járőrözést rendelt el. A nyár nagy részében a kommunikációs vonalak kiépítésén, a helyi ellátás megszervezésén és az infrastruktúra továbbfejlesztésén dolgozott. Július végére többek között kiépült a létfontosságú Kút–Bagdad vasútvonal. A nyugalmas időszak lehetőséget biztosított a hadsereg számára a pihenésre és a feltöltésre is. Példának okáért június elején a tábornok repülőn meglátogatta a Szamarránál állomásozó 7. hadosztályt, akik felkérték, hogy ő nyújtsa át a labdarúgó kupát a hadosztály győztes csapatának.
Az ősz folyamán szárnyra kelt a hír, hogy fanatikus csoportok az életére akarnak törni. Bár a tábornok nem tulajdonított nagy jelentőséget az ügynek, társai győzködésére végül beadta a derekát és külön biztonsági intézkedéseket rendelt el. A szeptember végén kezdődő újabb katonai akciókat (pl. ramadi csata) sikerrel vették csapatai.

## Halála
November 16-án Maude rosszullétre panaszkodott. Kolerát diagnosztizálta nála, ami feltehetőleg szennyezett tej révén jutott be a szervezetébe. Két nappal később, 1917. november 18-án, este fél hétkor elhunyt. Mezopotámiában, de még Londonban is elterjedt az a hír, hogy esetleg megmérgezték. Érdekesség, hogy ugyanabban a házban halt meg, ahol kilenc hónappal korábban von der Goltz német tábornagy. Halála mindenkit megrendített. A bagdadi North Gate katonai temetőben helyezték örök nyugalomra. Temetésén – amelyet november 19-én a délutáni órákban tartottak – rengetegen voltak; saját tisztjein és katonáin kívül a helyi lakosság is nagy számban képviseltette magát. Temetését követően egy ellenséges (török) repülő is megjelent Bagdad fölött, amely alacsonyan szállva a főhadiszállás közelében egy részvétnyilvánító üzenetet dobott le.
Maude tábornok helyét a hadsereg élén William Marshall tábornok vette át.

## Család
1893. november 1-jén vette feleségül Thomas Edward Taylor konzervatív politikus és Louisa Harrington Tollemache leányát, Cecil Cornelia Marianne St. Leger Taylourt (Taylor) (1866–1942), házasságukból három gyermek született:
- Stella Cecile Evelyn Maude (1894–1977)
- Beryl Mary Maude (1896–1978)
- Edward Frederick ("Eric")[62] Maude (1897–1984). Eric követte apja nyomdokait a katonai pályán.[63]

## Megítélése
Katonatársai elismerik Maude rendkívüli szervezőképességét, vezetői képességét, a részletek iránti elkötelezettségét, éleslátását és kitartását. Még magas rangú katonai vezetőként is fontosnak tartotta a közkatonákkal való közvetlen, személyes kapcsolatot. Szolgálatban lévő embereit és beteg katonáit egyaránt rendszeresen látogatta. Még hindiül is elkezdett tanulni, hogy az indiai származású sérült katonáival tudjon pár szót váltani a kórházi látogatások során. Elhunyt tisztjei temetésén mindig jelen volt és ha tehette, a közkatonák temetésére is kijárt. Képes volt sárban, hidegben is órákat barangolni a lövészárkok körül. Fontos volt számára, hogy a helytállást elismerés kövesse; amikor kézhez kapta a Bagdad bevételét és az azt megelőző katonai akciókat taglaló rövidített jelentését Londonból, csalódott volt, mert pont azokat a részeket hagyták ki, amik hangsúlyozták, hogy mennyire jól helytálltak emberei. Emiatt a teljes változat nyomtatott példányait kezdte el a hadseregben terjeszteni. Szerette a rendszerességet; egy adott napi rutint még a fronton is kialakított, ezért már a nyugati fronton kiérdemelte a "Systematic Joe" becenevet ("Módszeres Joe"). Többször hangot adott csalódottságának, amikor felettesei visszavonulót fújtak, de ugyanakkor fölös kockázatot nem vállalt.
A tábornokkal szemben megfogalmazott legfőbb kritika annak túlzottan centralista hozzáállását támadja. Túlságosan is mindent a maga irányítása alá akart vonni és szeretett mindent a kezében tartani. Beosztottjai számára nem volt túl sok lehetőség saját kezdeményezésre. Létrehozott egy egy személyen függő rendszert, amely mérhetetlen nagy kockázatot hordozott magában. Védői ugyanakkor megjegyzik, hogy a centralista hozzáállása nem abból fakadt, hogy nem bízott volna meg a neki alárendelt személyekben, csak egyszerűen túlzottan szeretett a részletekben elmerülni.
Példás családapa volt, aki szívesen töltötte idejét gyermekeivel; közös sporttal, kertészkedéssel. Rendszeres futással, lovaglással és egyéb sporttal tartotta testét karban, harcmentes napokon még a fronton is gyakran futással kezdte a napot. Vakmerő lovas hírében állott. Ivászat terén mértéktartó volt és nem dohányzott. Vallásos ember volt minden vasárnap eljárt templomba, még a fronton is ha tehette, részt vett a közös imádkozásokon, mindig áldozott is és a vasárnapokat próbálta beteglátogatásnak is szentelni.

## Kitüntetések
Szawakini expedíció:
- Egyptian Medal (1885)
- Khedive's Egyptian Star (1885)

Második búr háború:
- Distinguished Service Order – Kiváló Szolgálatért Érdemrend (1901)
- Queen's South Africa Medal (1901)

Kanadai küldetés:
- Order of St Michael and St George – Szent Mihály és Szent György Érdemrend (1901)

Első világháború:
- Order of the Bath –  Bath Érdemrend (C.B. (Companion): 1915; K.C.B. (Knight Commander): 1916)
- Ordre national de la Légion d'honneur – Francia Köztársaság Becsületrendje (1916)
- L'Ordine della Corona d'Italia (1917)

## Fennmaradt iratok
Levelezéseiből és naplóbejegyzéseiből 2012-ben Andrew Syk szerkesztésében "The Military Papers of Lieutenant-General Sir Frederick Stanley Maude, 1914-1917" címmel egy ca. 300 oldal terjedelmű kötetet adott ki az Army Records Society. Megjegyzendő, hogy fennmaradt utolsó naplóbejegyzése 1916. május 1-jei keltezésű. Bár az ezt követő időszakban is folytatta naplójának írását, azonban az utolsó másfél év bejegyzéseit abban a szobában találták meg, ahol meghalt. A fertőzésveszély miatt így ezeket az értékes iratokat megsemmisítették.

## Emlékezete
- Nyughelyén a bagdadi North Gate temetőben mauzóleum őrzi emlékét.[84][85]
- A szülei nyughelyén, a londoni Brompton temetőben is található síremléke.[86]
- Bagdadban szobrot állítottak emlékére, ami lován ábrázolta. A szobrot 1958-ban, a monarchia megbuktatása után ledöntötték.[87][88]
- A Cascade-hegység egyik hegycsúcsa az ő nevét viseli: Mount Maude.[89]
- 2003-ban a brit katonai főhadiszállást a bagdadi Zöld Zónában "Maude Ház"-ra keresztelték (Maude House).[90]

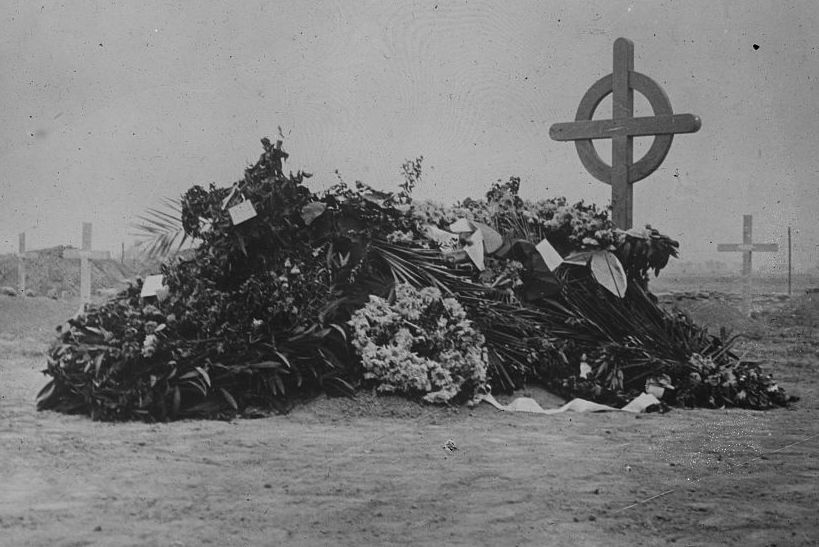
Frederick Stanley Maude sírja 1918-ban
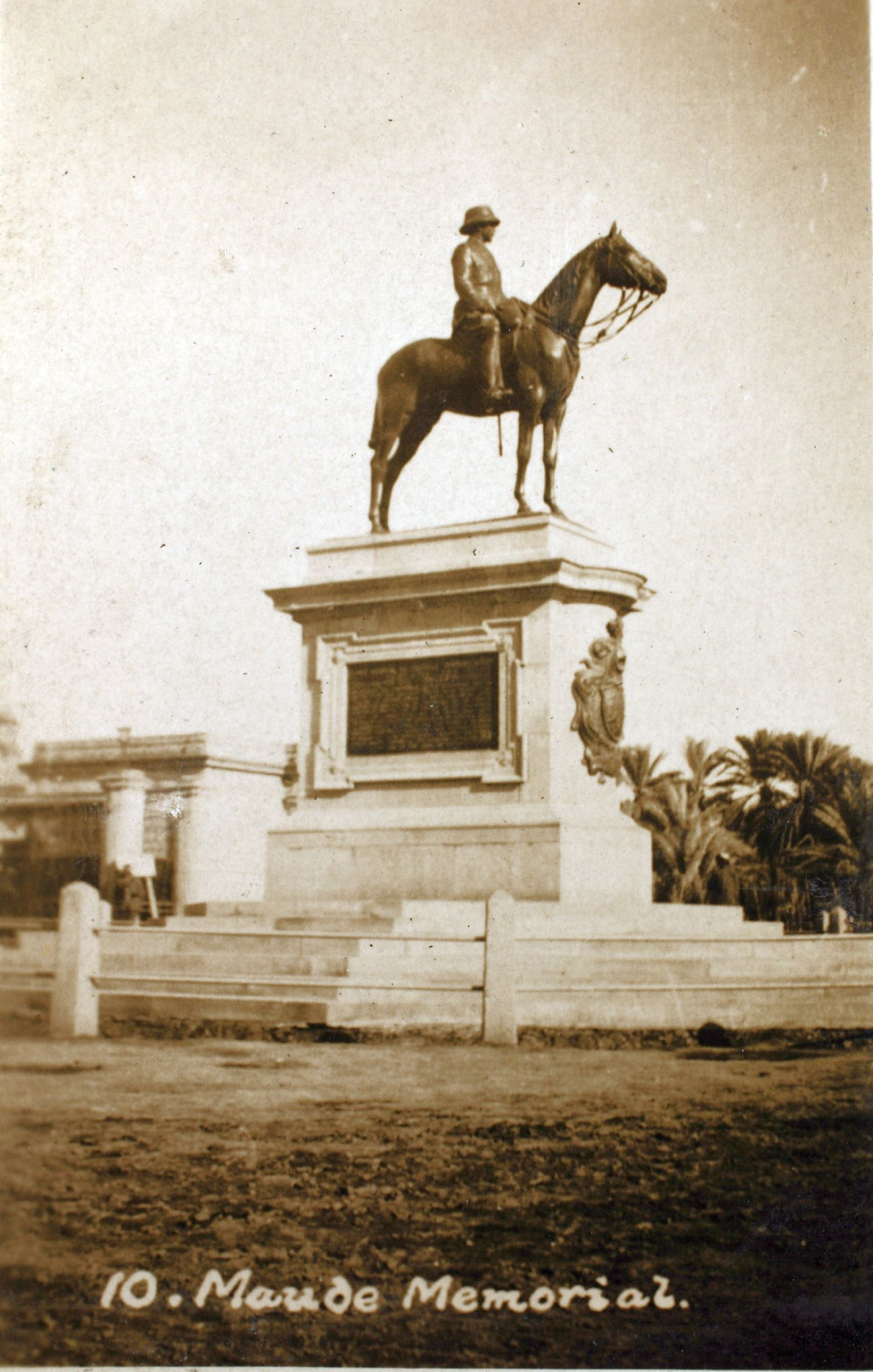
Sir Stanley Maude bagdadi emlékműve 1923-ban
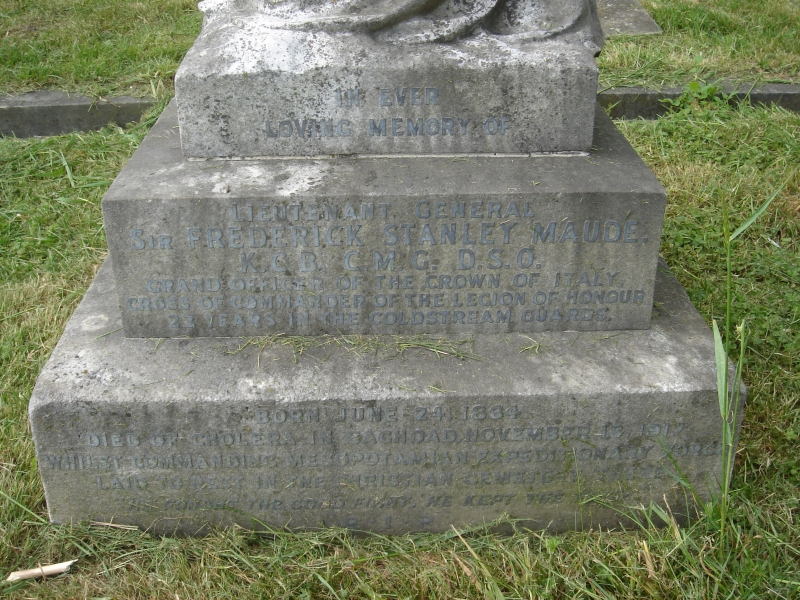
Maude londoni síremlékének felirata

## További ajánlott irodalom
- Sir Stanley Maude.szerk.: Andrew Syk: The Military Papers of Lieutenant-General Sir Frederick Stanley Maude, 1914–1917. History Press for the Army Records Society, 312. o. (2012). ISBN 978-0752486192